# 亚历山德里亚 (亚拉巴马州)

亚历山德里亚在亚拉巴马州的位置

亚历山德里亚（Alexandria）是美国亚拉巴马州卡尔霍恩县的一个城市。

## 地理
该城市的总面积为11.1平方英里。

## 人口统计
根据美国2000年人口普查，该城市共有3692人，1397户，1082个家庭。